# Pierella decepta
Pierella decepta är en fjärilsart som beskrevs av Brown 1948. Pierella decepta ingår i släktet Pierella och familjen praktfjärilar. Inga underarter finns listade i Catalogue of Life.